# Carpinus henryana
Carpinus henryana là một loài thực vật có hoa trong họ Betulaceae. Loài này được (H.J.P.Winkl.) H.J.P.Winkl. mô tả khoa học đầu tiên năm 1914.